# Sebastian Castellio

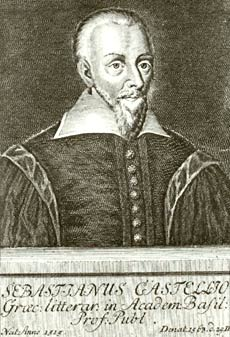
Sebastian Castellio

Sebastian Castellio (französisch Sébastien Castellion oder Châteillon; * 1515 zu Saint-Martin-du-Fresne in Savoyen; † 29. Dezember 1563 in Basel) war ein französischer humanistischer Gelehrter, Philosoph und protestantischer Theologe. Als Verteidiger der Glaubens- und Gewissensfreiheit gegen Johannes Calvin entwickelte er in seinen Schriften eine Theorie der religiösen und allgemeinen geistigen Toleranz.

## Leben
Castellio stammte aus einer armen Familie. Seine Heimat gehörte zu den Gebieten, in die sich die seit dem Mittelalter verfolgten Waldenser zurückzogen. Hans Rudolf Guggisberg vermutet daher, dass Castellio in einer waldensischen Tradition aufgewachsen sein könnte. Castellio selbst nannte seinen Vater religiös ungebildet und äußerte sich nicht dazu, wo und wann er in Kontakt mit reformatorischem Gedankengut gekommen war. 1535 ging er nach Lyon, das damals ein Zentrum des Humanismus war. Auch Martin Luther fand dort, zunächst ungehindert von der französischen Regierung und der römisch-katholischen Kirche, Anhänger. Castellio lernte am Collège de la Trinité Latein, Griechisch und Hebräisch. Zusätzlich zu seiner Muttersprache Französisch beherrschte er auch Italienisch und etwas Deutsch.

### Genf
Im Januar 1540 fand in Lyon die erste Verbrennung von Hugenotten als Ketzer durch die Inquisition statt. Castellio wandte sich daraufhin endgültig der Reformation zu, verließ Lyon und ging nach Straßburg, wo Johannes Calvin seit seiner Vertreibung aus Genf lehrte und predigte. Noch vor seiner Rückkehr nach Genf 1541 verschaffte Calvin Castellio eine Stelle als Rektor an der Genfer Lateinschule und Prediger in einem Vorort. Schon bald kam es zu ersten Konflikten mit Calvin, der eine als Schulbuch gedachte Übersetzung von Bibelteilen in die französische und lateinische Sprache nicht autorisieren wollte. Ein anderes Schulbuch, die Dialogi sacri, eine dramatische Bearbeitung biblischer Geschichten für den Lateinunterricht, fand dagegen große Zustimmung.
Kurz darauf wurde Castellios Bewerbung um eine besser bezahlte Pfarrstelle abgelehnt. Theologische und persönliche Differenzen mit Calvin führten schließlich 1544 zu einer Anklage vor dem Rat, weil er die Einheit der Pastorenschaft gefährde. Er hatte nämlich Kritik an Pastoren geäußert, die während einer Pestepidemie die Stadt verlassen hatten, anstatt den Kranken beizustehen. Castellio legte sein Amt nieder, ehe der Rat sich Calvin beugte. Am 30. Mai 1544 wurde er offiziell entlassen.
Calvin gab Castellio ein Zeugnis mit, in dem er sein Vorgehen mit Verweis auf irrige theologische Ansichten begründete. So leugne Castellio nicht nur die Höllenfahrt Christi, sondern habe auch die Ansicht vertreten, das Hohelied solle als erotisches Gedicht aus dem biblischen Kanon ausgeschlossen werden. Ausdrücklich bestätigte Calvin in seinem äußerst freundlich formulierten Zeugnis Castellios vorbildliche Lebensführung. In dem Brief, den Calvin am nächsten Tag an Guillaume Farel schrieb, nannte er Castellio jedoch einen Schismatiker.

### Basel

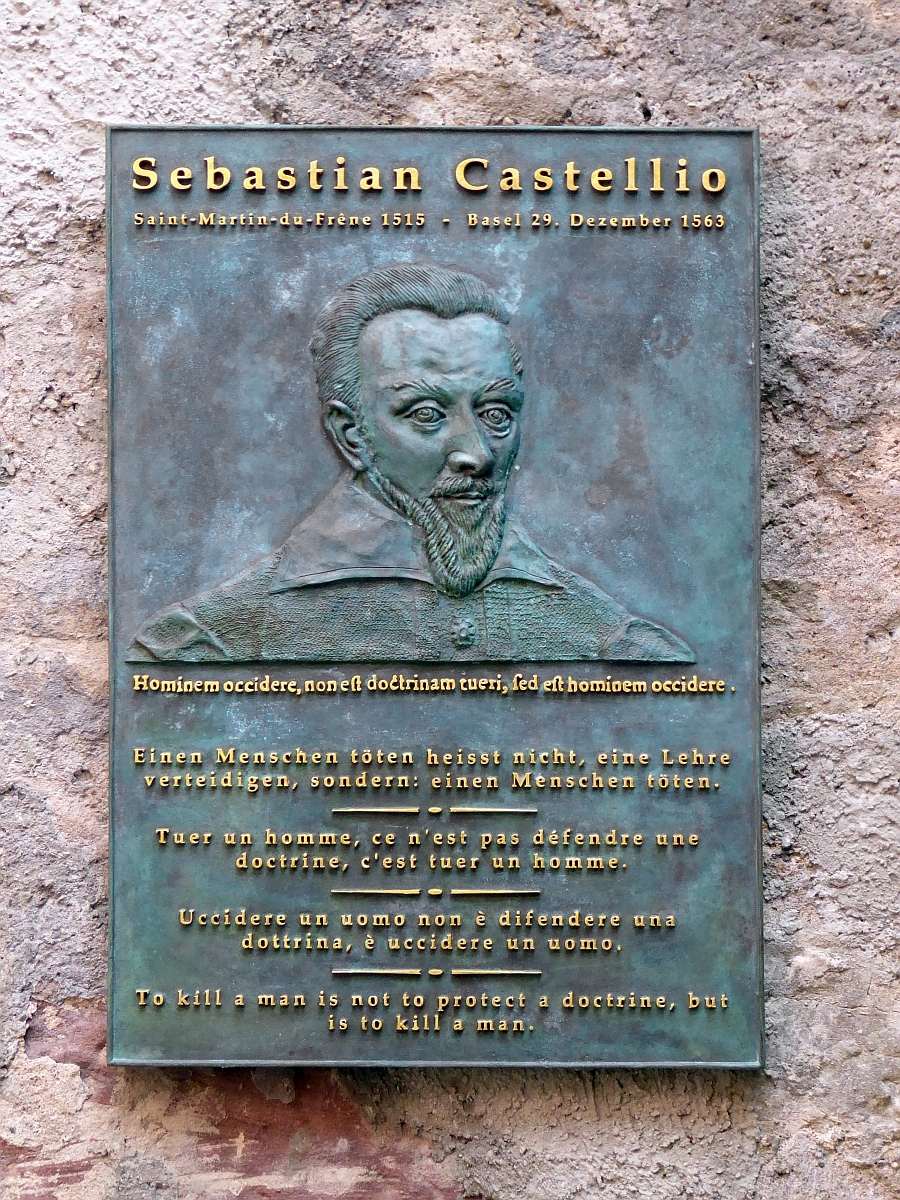
Gedenktafel für Sebastian Castellio

Castellio zog mit seiner Frau und seiner ältesten Tochter nach Basel, wo er jedoch keine Anstellung als Prediger fand, sondern seine Familie nur mühsam mit Hilfsarbeiten und gelegentlich als Mitarbeiter des gelehrten Druckers Johannes Oporinus ernähren konnte. Am 13. Oktober 1546 schrieb er sich an der Universität Basel ein (Sebastianus Castalio, Sabaudus Burgiensis dioec. – eodem die [Octobr. 13] – 6 ß). Am 1. August 1553 erreichte er den Grad eines Magister artium. Erst 1553 wurde er Professor der altgriechischen Sprache an der Artistenfakultät der Universität Basel. In seiner Zeit in Basel brachte er die Werke von Xenophon, Homer und weiterer griechischer Schriftsteller sowie die mittelalterlichen Erbauungsschriften Theologia deutsch und De Imitatio Christi von Thomas von Kempen heraus.
1551 veröffentlichte Castellio auf Grundlage seiner früheren Vorarbeiten seine elegante lateinische, mit ausführlichen Kommentaren versehene Bibelübersetzung, 1555 folgte eine Übersetzung in die französische Sprache. Die lateinische Übersetzung widmete er dem jungen englischen König Eduard VI., vielleicht in der Hoffnung, zum Nachfolger von Martin Bucer ernannt zu werden, der im königlichen Auftrag begonnen hatte, eine neue lateinische Bibelübersetzung für evangelische Gelehrte zu schaffen. In dieser Vorrede sprach er erstmals die Forderung nach religiöser Toleranz aus, ohne jedoch den Begriff zu verwenden.
In beiden Übersetzungen bemühte Castellio sich mehr um die Schönheit der Sprache als um die wörtliche Wiedergabe, denn nicht der Buchstabe, sondern der Sinn sei inspiriert. Weil er diesem Ziel manche theologische Fachausdrücke opferte, galt er den Genfern als Ketzer. Dass er beispielsweise statt des im kirchlichen Sprachgebrauch gewöhnlichen Ausdrucks baptismus für die Taufe die eher dem klassischen Latein von Cicero und Ovid entsprechende Formulierung lotio – Waschung – wählte, deutete Bèze als Beleg für seine Missachtung des Sakraments. Auch von römisch-katholischer Seite erntete Castellio Kritik für seine Arbeit. Castellio sah sich veranlasst, seine Übersetzung in einer weiteren kleinen Schrift zu verteidigen.
Ebenfalls in seine Basler Zeit fallen Überarbeitungen der lateinischen Übersetzungen altgriechischer Autoren und Textsammlungen, so der Sibyllina oracula, die 1546 bei Johannes Oporinus in Basel erschienen, der von dem italienischen Humanisten Lorenzo Valla übersetzten Historien Herodots, die in erster Auflage 1559 bei Heinrich Petri in Basel erschien, der Bibliotheke Diodors, die im selben Jahr mit Dictys Cretensis und Dares Phrygius im Anhang ebenfalls bei Petri erschien, sowie der Werke Homers, die in erster Auflage 1561 bei Nicolaus Brylinger erschienen.

### Auseinandersetzung mit Calvin

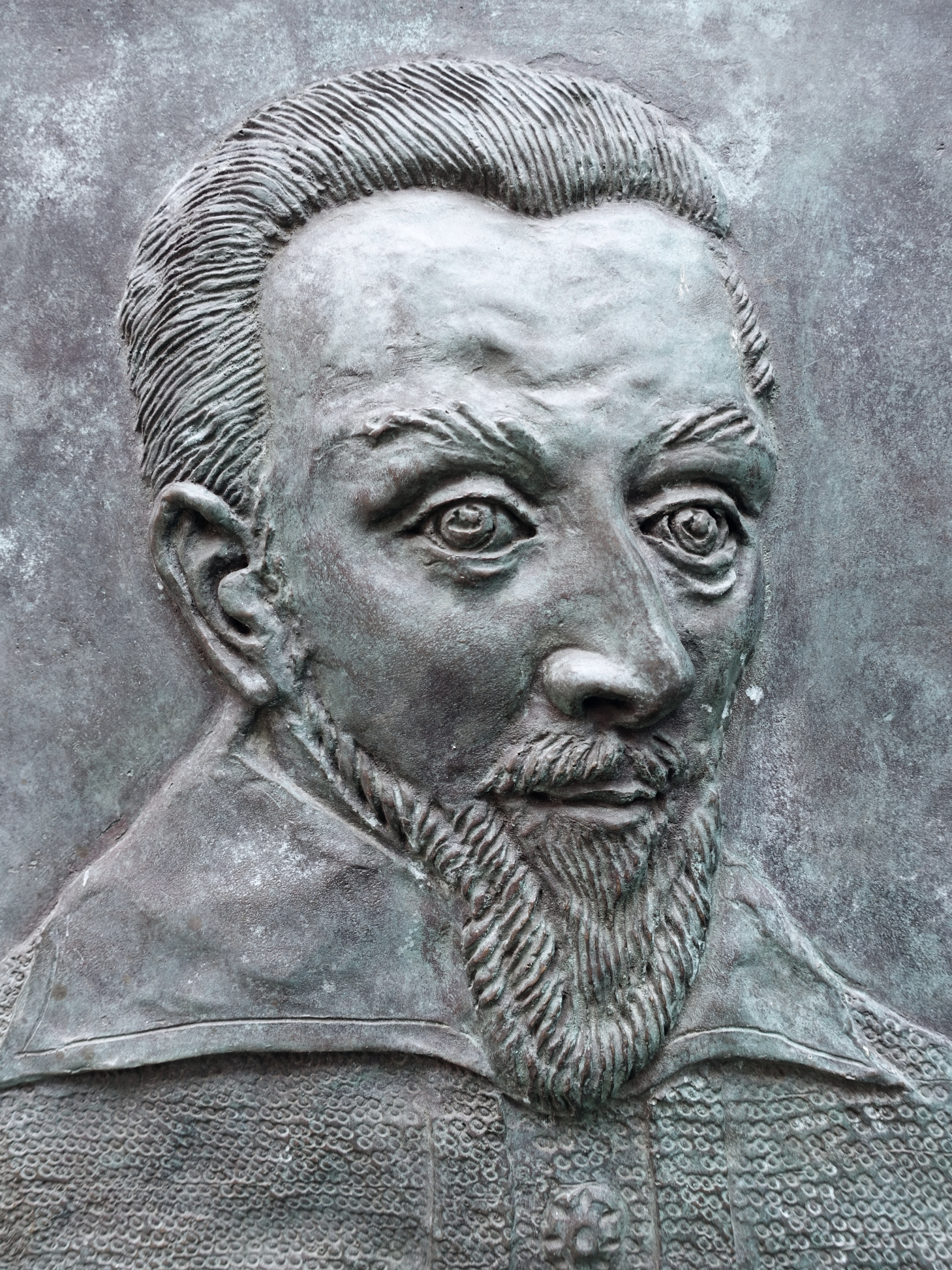
Sebastian Castellio

Vor allem aber war sein Leben von der Auseinandersetzung mit Calvin bestimmt. Der Streit eskalierte nach der am 27. Oktober 1553 vor den Toren Genfs erfolgten Verbrennung von Michael Servetus als Ketzer. Calvin rechtfertigte diese Hinrichtung mit Defensio orthodoxae fidei de sacra Trinitate („Verteidigung des rechten Glaubens von der heiligen Trinität“). Castellio, der Servets Werke gar nicht gelesen hatte, reagierte auf die Ereignisse noch im Dezember des Jahres mit der anonym gedruckten Historia de morte Serveti.
Wenige Monate später erwiderte er Calvins Verteidigungsschrift – vermutlich unterstützt von Lelio Sozzini und Celio Secondo Curione – mit der Herausgabe von De haereticis, an sint persequendi („Von den Häretikern, ob sie zu verfolgen seien“). Darin präsentierte er Texte, die sich gegen die Todesstrafe für Häretiker aussprachen – unter anderen von Johannes Chrysostomos, Augustinus von Hippo, Martin Luther (Von weltlicher Obrigkeit, wie weit man ihr Gehorsam schuldig sei), Erasmus von Rotterdam und sogar von Calvin selbst (Kommentar über Senecas De Clementia von 1532). In seinem Plädoyer für religiöse Toleranz berief er sich auf Luther.
 Er selbst verfasste die Einleitung unter dem Pseudonym Martinus Bellius – von diesem Pseudonym leitete sich der in den Schriften der Gegner für Castellios Position und ihre Vertreter verwendete Begriff Bellianismus her – und widmete das Werk Herzog Christoph von Württemberg.
Auf die Gegenschriften von Calvin und Bèze antwortete Castellio u. a. mit Contra Libellum Calvini. In diesen Schriften bestritt er das Recht der weltlichen Macht, Abweichungen von der kirchlichen Lehre mit Gewalt zu bekämpfen. „Einen Menschen töten, heißt nicht, eine Lehre zu verteidigen, sondern einen Menschen zu töten.“ Christus habe keine absolute Wahrheit gelehrt, sondern die Liebe. Die Kirche dürfe gegen abweichende Argumente nur die von Paulus gemeinten geistlichen Waffen, nämlich die Überzeugung, einsetzen. Es mache auch keinen guten Eindruck auf „Türken und Juden“, wenn „diejenigen, die den Namen Christi bekennen, von den Christen selbst durch Feuer, Wasser und Schwert und ohne jedes Erbarmen umgebracht und grausamer behandelt werden als Diebe und Wegelagerer“. Damit würde sich die reformierte Kirche nicht von der römisch-katholischen Inquisitionunterscheiden. Für seine Argumentation berief Castellio sich auf Jesu Gleichnis vom Unkraut unter dem Weizen. Die Christen dürften dem Jüngsten Gericht nicht eigenmächtig vorgreifen.
Durch die mutige Fürsprache für Servetus und andere sogenannte Ketzer sowie wegen seiner freimütigen Bibelkritik war Castellio Calvin so verhasst, dass Calvin ihn als „Werkzeug des Satans“ bezeichnete. Seine Bibelübersetzung wurde verboten.

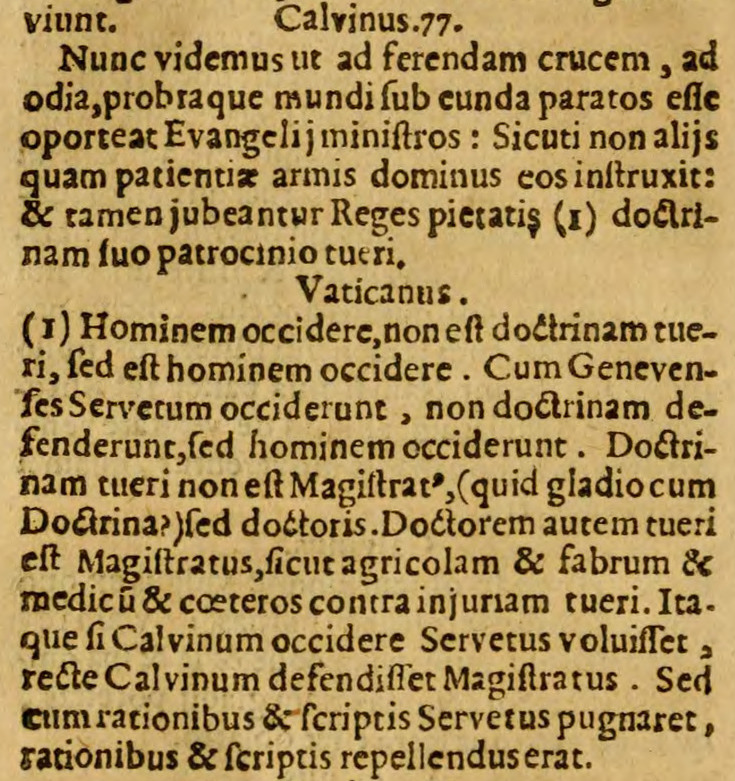
Einen Menschen zu töten heißt nicht eine Lehre verteidigen, sondern einen Menschen töten. (Hominem occidere)

In seinen letzten Jahren kritisierte Castellio besonders Calvins Prädestinationslehre, die er im ersten seiner unvollendet gebliebenen Dialogi quatuor widerlegt. Der wachsende Einfluss des Calvinismus hinderte die Veröffentlichung seines letzten Werkes De arte dubitandi („Über die Kunst zu zweifeln“), das erst 1981 vollständig veröffentlicht wurde. Darin zeigt er sich als früher Vertreter des Rationalismus, indem er die Vernunft über die Dogmen setzt und zum Beispiel das Abendmahl rein symbolisch deutet. Der Druck wurde so stark, dass Castellio überlegte, nach Polen-Litauen auszuwandern, dessen religiöse Toleranz unter Sigismund II. August es zum Asylort für anderswo religiös Verfolgte machte.
1563 wandte sich Bèze schließlich mit einer Schrift an die Basler Prediger, in der er Castellio eine lange Liste verschiedener Häresien und auch den Kontakt mit dem Täuferführer David Joris vorwarf, der von 1544 bis 1556 unentdeckt unter falschem Namen in Basel gelebt hatte. Im November 1563 wurde Anklage erhoben, gegen die Castellio sich mit einer auf den 24. November 1563 datierten Schrift verteidigte. Sein früher Tod kam sowohl einer möglichen Verurteilung als auch der Auswanderung zuvor. Er wurde im Basler Münster begraben.
Castellio hinterließ acht Kinder aus zwei Ehen. Sein jüngster Sohn Friedrich, der bei seinem Tod erst ein Jahr alt war, wurde später Professor der Rhetorik an der Universität Basel.
Sein letztes Werk, die Hermeneutik De arte dubitandi et confidendi, ignorandi et sciendi („Von der Kunst zu zweifeln und zu bekennen, nicht zu wissen und zu wissen“), blieb unvollendet. Darin bestritt Castellio, gegründet auf die natürliche Vernunft, die ewige Rede Gottes, die durch Sinne und Verstand erkennbar ist, die Ubiquität Christi, die Prädestination und die Unfreiheit des Willens und bezweifelte das Dogma der Trinität.

## Nachleben
Castellios Ideen von Toleranz und Religionsfreiheit hatten einen großen Einfluss sowohl auf den Sozinianismus und die frühe Aufklärung als auch auf den Pietismus. Besonders die Remonstranten der Niederlande im 17. Jahrhundert beriefen sich auf ihn. Mehrere seiner Schriften wurden in dieser Zeit nachgedruckt. Neben der lateinischen Bibelübersetzung fanden vor allem die Dialogi sacri eine größere Verbreitung. Sie wurden im 17. und 18. Jahrhundert als Schulbuch verwendet und mehrmals neu aufgelegt.
Die historische Bedeutung von Castellio wurde Ende des 19. Jahrhunderts wiederentdeckt: Der französische Bürgerrechtler und spätere Friedensnobelpreisträger Ferdinand Buisson verfasste eine zweibändige Monographie über Castellios Leben und Werk. Der österreichische Schriftsteller Stefan Zweig verarbeitete Castellios Auseinandersetzung mit Calvin in einem 1936 erschienenen Roman. Darin heißt es:

„Gerade dies aber, daß Sebastian Castellio von Anfang an die Aussichtslosigkeit seines Kampfes vorauswusste und ihn, gehorsam gegen sein Gewissen, dennoch unternahm, dies heilige Dennoch und Trotzalledem rühmt für alle Zeiten diesen »unbekannten Soldaten« im großen Befreiungskriege der Menschheit als Helden; schon um solchen Mutes willen, als einzelner und einziger leidenschaftlichen Protest gegen einen Weltterror erhoben zu haben, sollte die Fehde Castellios gegen Calvin für jeden geistigen Menschen denkwürdig bleiben.“

## Ehrungen
- Am 30. Mai 2015 ehrte die Gemeinde Vandœuvres bei Genf Castellio im Rahmen einer Feier zur 500. Wiederkehr seines Geburtstages, indem im Vorhof der Kirche eine von François Bonnot gestaltete Büste Castellios aufgestellt worden ist. Castellio war in jener Gemeinde von 1542 bis 1545 als Prediger an jener Dorfkirche tätig.
- In der Stadt Basel führt von der St. Alban-Vorstadt 85 ein Castellio-Weglein rheinwärts und über Treppen zur St. Alban-Kirche. Am in rotem Sandstein gefassten Tor zum Weglein gegenüber der Südseite der Kirche wurde am 4. November 2016 auf Initiative der Gruppe Basler Bürger für eine Castellio-Gedenktafel eine bronzene Gedenktafel mit dem Reliefbild seiner Büste und mit vergoldeter Inschrift angebracht, die in Latein, Deutsch, Französisch, Italienisch und Englisch die von ihm stammende Aussage Einen Menschen töten heißt nicht, eine Lehre verteidigen, sondern einen Menschen töten wiedergibt.

## Werke (Auswahl)
- Dialogorum sacrorum libri quatuor. Genf 1542. Um neutestamentliche Geschichten erweitert, Basel 1545. Zahlreiche weitere Auflagen.
- Biblia sacra latina. Basel 1551.
- De haereticis, an sint persequendi, et omnino quomodo sit cum eis agendum, Luteri et Brentii, aliorumque multorum tum veterum tum recentiorum sententiae. Georg Rausch, Magdeburg [i.e. Basel] 1554 (doi:10.3931/e-rara-32986. Facsimile-Edition mit Einführung von Sape van der Woude, Droz, Genf 1954). Französische Fassung Tracté des hérétiques, a savoir, si on les doit persecuter. 1554.
- Contra Libellum Calvini in quo contendere conatur Haereticos jure gladij coercendos esse. Manuskript von 1554, gedruckt [s. l.] 1562 [i. e. 1612], darin auch die anonyme, möglicherweise von Castellio stammende Schrift Historia de morte Serveti.
- La Bible translatée avec annotations. Basel 1555, doi:10.3931/e-rara-7524.
- Conseil à la France désolée, auquel est monstré la cause de la guerre présente et le remède qui y pourroit estre mis, et principalement est avisé si on doit forcer les consciences. [s. l.] 1562.
- De arte dubitandi et confidendi, ignorandi et sciendi (nachgelassenes, unvollendetes Hauptwerk).
- Dialogi quatuor (unvollendet, 1578 von Fausto Sozzini herausgegeben, doi:10.3931/e-rara-32621; nachgedruckt Gouda 1612 und Frankfurt 1696).

## Textausgaben
- Bruno Becker, Marius Valkhoff (Hrsg.): Sébastien Castellion: De l’impunité des hérétiques. De haereticis non puniendis. Droz, Genéve 1971 (kritische Ausgabe).
- Barbara Mahlmann, Kilian Schindler, Sonja Klimek, Daniela Kohler: Sebastian Castellio, De haereticis an sint persequendi (1554) Von Ketzeren (1555) Traicté des heretiques (1557). Synoptische Edition mit Kommentaren zu den Textauszügen (= Schriften der Internationalen Castellio Gesellschaft. Band 1). Schwabe, Basel 2024, ISBN 978-3-7965-4359-3.
- Wolfgang F. Stammler (Hrsg.): Das Manifest der Toleranz: Sebastian Castellio: Von Ketzern und ob man sie verfolgen soll / Stefan Zweig: Castellio gegen Calvin. Alcorde, Essen 2013, ISBN 978-3-939973-61-4 (Rezension: Volker Reinhardt: Ein Scheiterhaufen für aller Seelenheil. In: FAZ, 24. Februar 2014, S. 28)
- Wolfgang F. Stammler, Uwe Plath (Hrsg.): Sébastien Castellion: Gegen Calvin. Contra libellum Calvini. Alcorde, Essen 2015, ISBN 978-3-939973-62-1
- Sébastien Castellion: De arte dubitandi et confidendi, ignorandi et sciendi. In: Reale Accademia d’Italia. Studi e documenti VII, Per la Storia Degli Eretici Italiani del Seculo XVI in Europa. Hrsg. von Elisabeth Feist Hirsch. 2., erweiterte Auflage. Brill, Leiden 1981, ISBN 90-04-06344-7